# 마대윤

## 영화
- 1999년 영화 《눈길》 ... 각본 & 감독 & 제작
- 2000년 영화 《실제상황》 ... 감독
- 2000년 영화 《하루...하루》 ... 각본 & 감독
- 2003년 영화 《청풍명월》 ... 각색 & 조감독
- 2009년 영화 《10억》 ... 각색
- 2012년 영화 《간첩》 ... 각색
- 2014년 영화 《방황하는 칼날》 ... 각색
- 2015년 영화 《탐정: 더 비기닝》 ... 각색
- 2015년 영화 《더 폰》 ... 각색
- 2016년 영화 《덕혜옹주》 ... 각색
- 2017년 영화 《그래, 가족》 ... 감독
- 2023년 영화 《스위치》 ... 각본 & 감독